# Kanton Chamonix-Mont-Blanc
Der Kanton Chamonix-Mont-Blanc war von 1864 bis 2015 ein französischer Wahlkreis im Département Haute-Savoie. Er umfasste vier Gemeinden und grenzte an den Kanton Wallis in der Schweiz sowie die Gemeinde Courmayeur im Aostatal (Italien); sein Hauptort (frz.: chef-lieu) war Chamonix. Die landesweiten Änderungen in der Zusammensetzung der Kantone brachten im März 2015 seine Auflösung.

## Gemeinden
| Gemeinde            | Einwohner Jahr | Fläche km² | Bevölkerungsdichte | Code INSEE | Postleitzahl |
| ------------------- | -------------- | ---------- | ------------------ | ---------- | ------------ |
| Chamonix-Mont-Blanc | 8897 (2013)    | 116,5      | 76 Einw./km²       | 74056      | 74400        |
| Les Houches         | 2939 (2013)    | 43,1       | 68 Einw./km²       | 74143      | 74310        |
| Servoz              | 935 (2013)     | 13,5       | 69 Einw./km²       | 74266      | 74310        |
| Vallorcine          | 403 (2013)     | 44,6       | 9 Einw./km²        | 74290      | 74660        |